# Барна да Сиена
Бàрна да Сиèна (на италиански: Barna da Siena) е вероятен италиански художник от Сиенската школа, творил в средата на 14 век в Сиена.

## Вазари за Барна
Посветена му е отделна глава от първи том на „Жизнеописание на най-знаменитите живописци“ от Джорджо Вазари. Вазари приписва на неговата четка ред произведения, в частност фрески в Колегиалната църква „Санта Мария Асунта“ в Сан Джиминяно, и описва неговата драматична смърт в разцвета на силите му в Барна, където пада от скелето по време на живописване на храма и умира след два дни. Вазари пише: „Барна-сиенец, работи около 1381 г.“. Някои изкуствоведи отъждествяват този герой на Вазари с Барна Бертини, споменат в документите в 1348 г.

## Последни изследвания
Съгласно последните изследвания Барна е възможно въобще да не е съществувал, а тези произведения, които му приписва Вазари и ред по-късни изследователи, да са творби на различни анонимни автори. Фреските в Колегиалната църква в Сан Джиминяно съгласно новите данни се отнасят към 1330-те г., а не към 1380-те г., а авторите им се считат художници от ателието на Симоне Мартини, които работят там под ръководството на Липо Меми.

## Галерия
- Христос, носещ кръста. 1330 – 1350 г. Ню Йорк, Колекция „Фрик“
- Барна да Сиена. „Мистичното обвързване на св. Екатерина“. ок. 1340 г. Бостън, Музей на изящните изкуства
- Благовещение, фреска в Коледжата ди Санта Мария Асунта
- Мадоната с Младенеца, Музей на изкуството „Метрополитън”, Ню Йорк
- Oбщ изглед на фрески в Коледжата ди Санта Мария Асунта